# Wallace-cincér
A Wallace-cincér (Batocera wallacei) a rovarok (Insecta) osztályának a bogarak (Coleoptera) rendjébe, ezen belül a cincérfélék (Cerambycidae) családjába tartozó faj. Magyar neve Wallace-cincér. Faji jelzője és magyar neve Alfred Russel Wallace-ra utal, aki a fajt felfedezte az indonéziai Aru-szigeteken. Tudományra új fajként James Thomson írta le 1858-ban, a Wallace által gyűjtött fajokat tárgyaló művében.

## Előfordulása
A Batocera wallacei előfordul Új-Guineában, az Aru-szigeteken, a Kai-szigeteken, valamint az ausztráliai Queensland államban a York-félszigeten. Elterjedési területének nagy részén elég gyakori. A Batocera wallacei proserpina nevű alakot egyes szerzők alfajnak tekintik, mások csak szinonimának.

## Megjelenése
A Batocera wallacei a legnagyobb termetű a nagyjából 50 Batocera-faj közül. Ausztrália legnagyobb bogárfaja. A hímek testhossza elérheti a 85 millimétert, a nőstények valamivel kisebbek. A hímek csápja jóval több, mint kétszer olyan hosszú, mint a testük, elérheti 250 millimétert; a nőstények csápjának hossza valamivel kevesebb, mint a testhosszuk másfélszerese. A hímek elülső lába aránytalanul megnyúlt, a lábszár utolsó harmada erősen befelé hajló.
Teste hátoldalát (fejét, előhátát és szárnyfedőit ) nagyon finom, sűrű, zöldesszürke szőrzet borítja, mely azonban a szárnyfedő kiemelkedő részein hiányzik, itt a színe feketés-barna. Szárnyfedőin továbbá fénytelen fehér, kerekded és megnyúlt foltok is láthatók, melyek kiterjedése  nagyon változó, és részben össze is folynak.
Lárváinak testhossza eléri a 10 centimétert. Fehéres színű bábja zöldes árnyalatú, hátán és oldalán sárgás foltokkal.

## Életmódja
A trópusi esőerdők lakója. Lárvája évekig fejlődik a hatalmas esőerdei fák (főleg fatermetű Ficus-fajok) elhalt törzsében. A kifejlett bogár főleg éjszaka aktív, olyankor a fatörzseken párt keresve mászkál vagy repül. A mesterséges fényforrások vonzzák.

## Képek

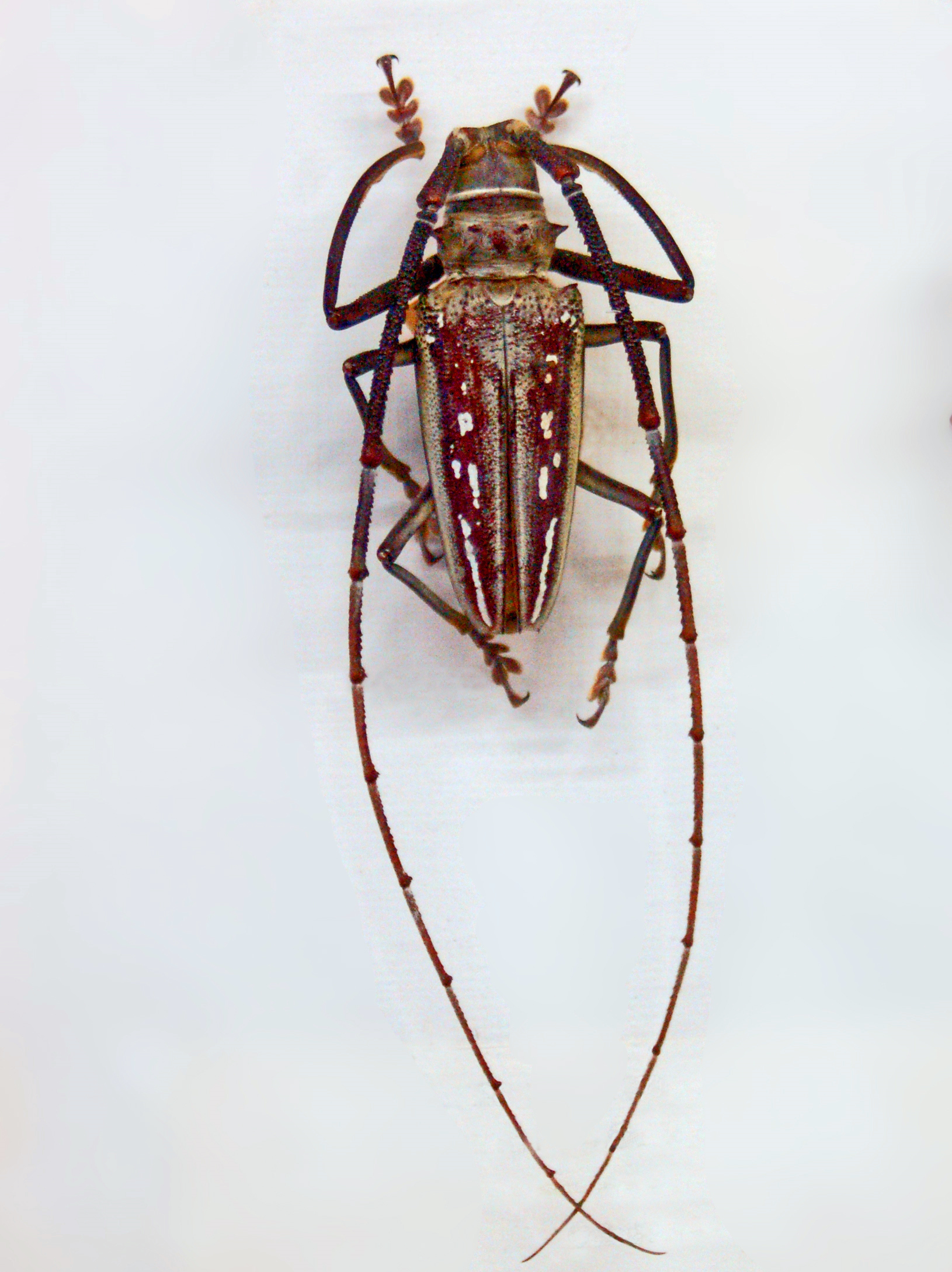
Batocera wallacei preparált hím példánya a prágai Nemzeti Múzeumban
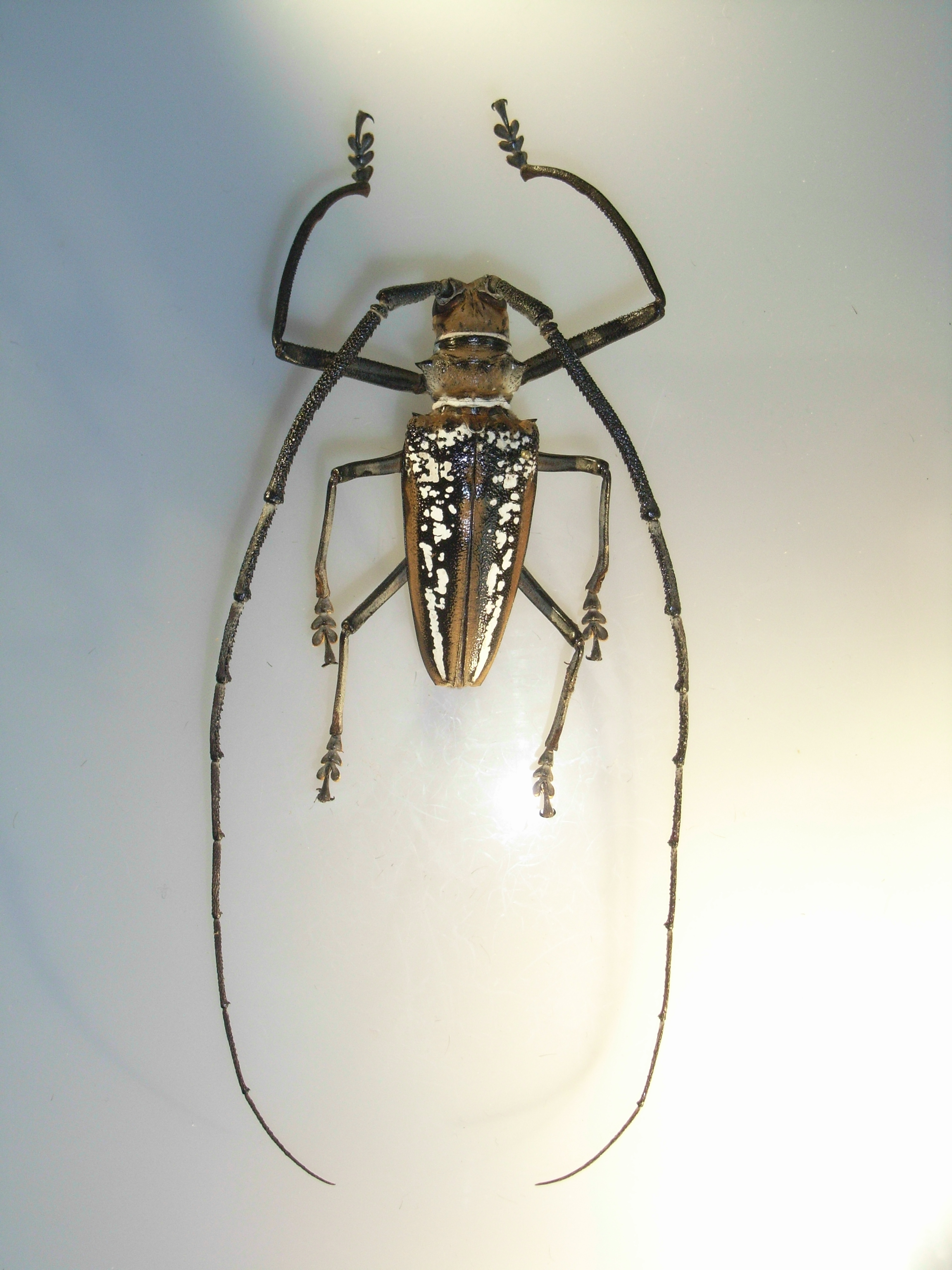
Batocera wallacei, hím
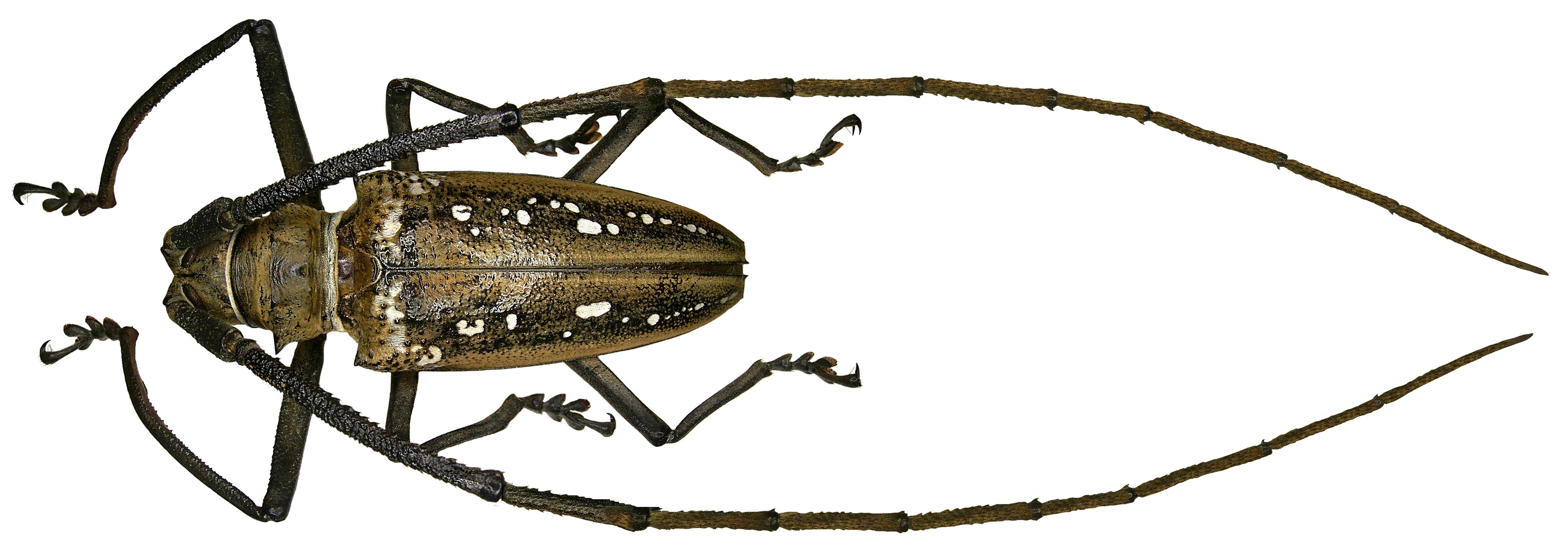
Batocera wallacei, hím
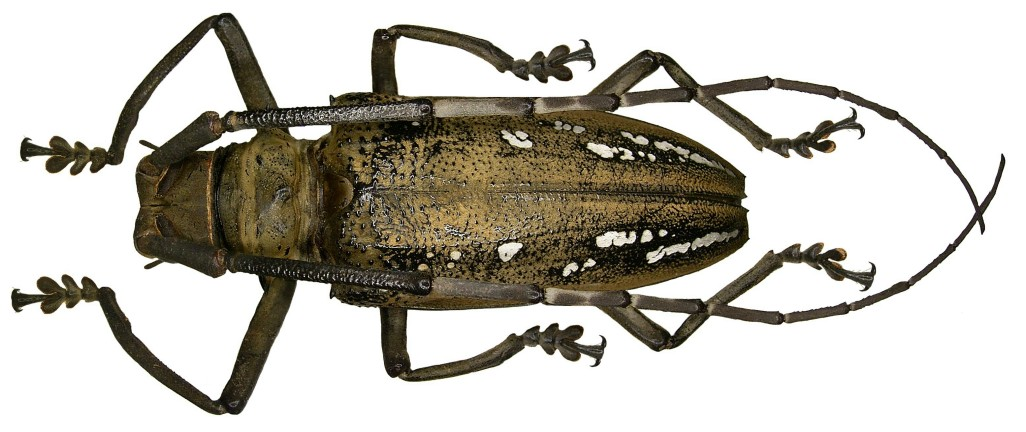
Batocera wallacei, nőstény
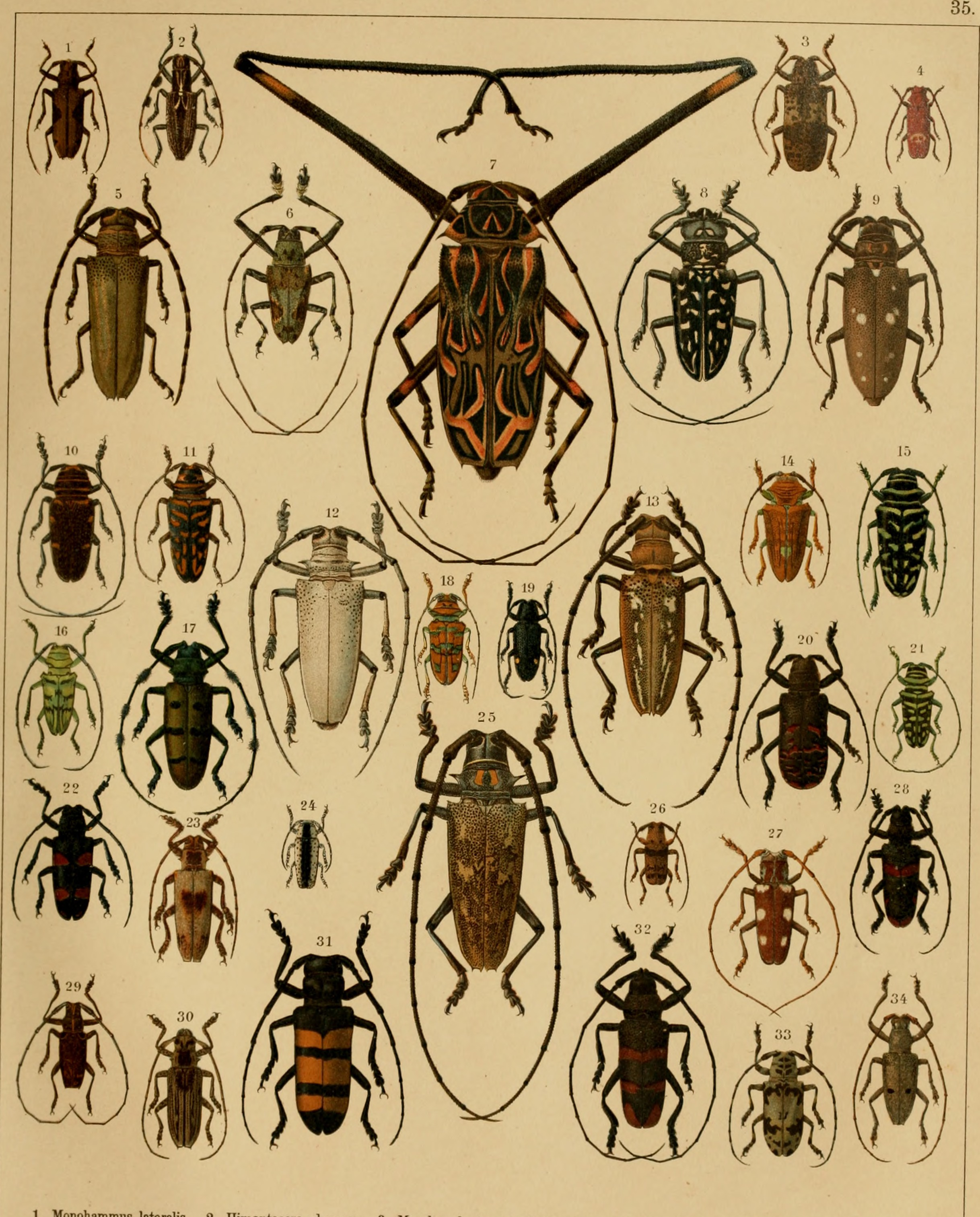
Részlet A. Heyne és O. Taschenberg Die exotischen Käfer in Wort und Bild című kötetéből (1908). A Batocera wallacei-t a 13. számú festmény ábrázolja.